# Nebra (Unstrut)
Nebra (nom oficial: Nebra (Unstrut)) és una població d'Alemanya situada al districte de Burgenlandkreis de Saxònia-Anhalt, es troba a la riba del riu Unstrut.

## Estructura
| Localitat | Població |
| --------- | -------- |
| Nebra     | 2467     |
| Reinsdorf | 551      |
| Wangen    | 551      |

## Història
L'any 1962, es van trobar prop de Nebra quatre figuretes prehistòriques datades del Magdalenià al Paleolític Superior amb una antiguitat d'entre 12.000 a 14.000 anys.
Potser la localitat de Nebra és més famosa pel Disc de Nebra que es va trobar a prop de la ciutat l'any 1999. Va ser fet entre els anys 2100 i 1700 aC i enterrat aproximadament cap al 1600 aC.
L'1 de gener de 1998, el nom de la ciutat va ser canviat passant de Nebra a Nebra (Unstrut).

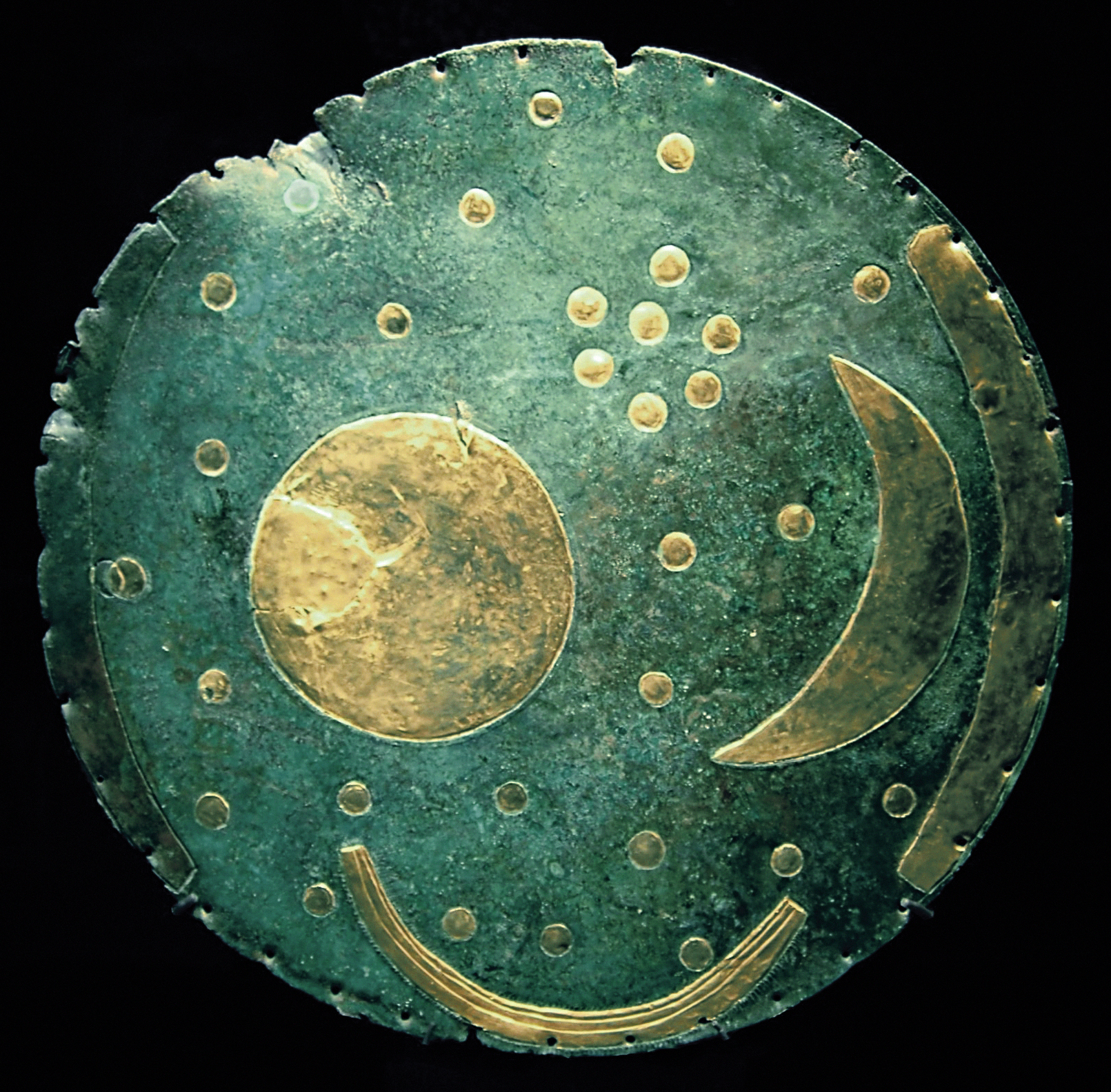
Disc de Nebra

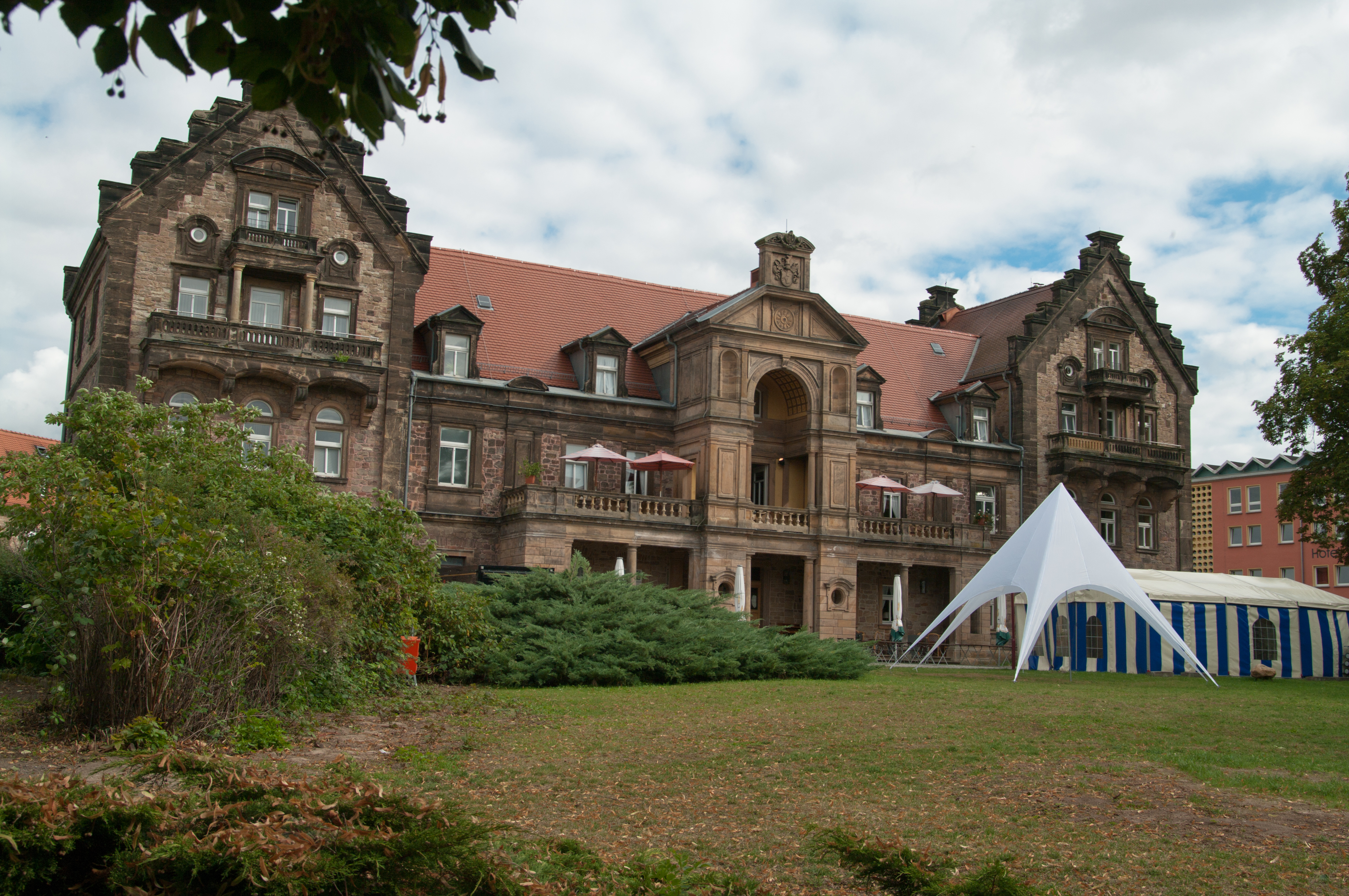
El castell nou de Nebra

Actualment a Nebra hi ha els arxius Courths-Mahler i un museu sobre la història del Disc de Nebra.